# Macromitrium chungkingense
Macromitrium chungkingense là một loài rêu trong họ Orthotrichaceae. Loài này được P.C. Chen mô tả khoa học đầu tiên năm 1943.